# Güroymak
Güroymak (türkisch) bzw. Norşin (von armenisch Նորշեն Norshen „Neues Dorf“; ehemals auch Çukur) ist eine Kreisstadt und ein Landkreis in der türkischen Provinz Bitlis. Güroymak liegt im Westen der Provinz an der Grenze zu Muş. Die Stadt beherbergt 52,1 Prozent der Landkreisbevölkerung.
Dynastien und Reiche, die Güroymak beherrschten, waren die Hethiter, Urartäer, Perser, Makedonen, Seleukiden, Rom, Marwaniden, die Ahlatschahs, die Şerefhans, Osmanen, Russen und Türken. Die im Stadtsiegel abgebildete Jahreszahl 1972 dürfte auf das Jahr der Erhebung zur Gemeinde (Belediye/Belde) hinweisen.
Im Rahmen der „Kurdeninitiative“ der Regierung von Ministerpräsident Recep Tayyip Erdoğan wird die Stadt seit August 2009 auch von offizieller Seite wieder mit ihrem kurdisch-armenischen Namen Norşin bezeichnet.
Der Landkreis wurde 1988 (durch Gesetz vom 4. Juli 1987) aus dem Bucak Çukur mit dessen Hauptstadt (Bucak merkezi) gebildet. Dieses Bucak war ein Teil des zentralen Landkreises (Merkez). Der Kreis ist der kleinste in der Provinz, hat aber die vierthöchste Bevölkerungszahl. Mit 94,5 Einwohner je km² hat der Kreis die höchste Bevölkerungsdichte der Provinz, über das Doppelte des Provinzwertes von 42,3.
Neben der Kreisstadt gehören noch zwei weitere Gemeinden (Kleinstädte, Belediye) zum Kreis: Günkırı mit 4747 (7 Mahalle) und Gölbaşı mit 4775 Einwohnern (6 Mahalle). Zum Kreis gehören schließlich noch 26 Dörfer (Köy) mit durchschnittlich 531 Einwohnern. Sieben der Dörfer haben mehr Einwohner als dieser Durchschnitt. Drei von ihnen haben mehr als 1000 Einwohner: Değirmen (2463), Aşağıkolbaşı (1164) und Oduncular (1050).